# Panaxia tristis
Panaxia tristis är en fjärilsart som beskrevs av Sterzl. 1919. Panaxia tristis ingår i släktet Panaxia och familjen björnspinnare. Inga underarter finns listade i Catalogue of Life.